# Aïn Bouziane
Pour les articles homonymes, voir Bouziane.
Aïn Bouziane est une commune de la wilaya de Skikda en Algérie.